# Steve Rouse
Steve Rouse (Moss Point (Mississippi), 1953) is een Amerikaans componist, muziekpedagoog, dirigent, fagottist en saxofonist.

## Levensloop
Rouse deed zijn eerste compositie- en improvisatiepogingen al op vijfjarige leeftijd. Tijdens zijn basisopleiding op school kreeg hij piano-, fagot- en saxofoonlessen. Vanaf 1966 speelde hij voor vier jaar als fagottist in het Gulf Coast Symphony Orchestra en als saxofonist werkte hij in ritme- en bluesgroepen mee. Hij studeerde muziektheorie en compositie bij onder andere Luigi Zaninelli aan de Universiteit van Southern Mississippi in Hattiesburg en behaalde aldaar zijn Bachelor of Music in muziektheorie en compositie. Vervolgens studeerde hij aan de Universiteit van Michigan in Ann Arbor onder andere bij Leslie Bassett en William Albright en behaalde zijn Master of Music. Aldaar promoveerde hij ook tot Ph.D. (Philosophiæ Doctor) in compositie. Zijn proefschrift Hexachords and Their Trichordal Generators: An Introduction werd gepubliceerd in het muziektheorie-magazine In Theory Only, van december 1985, Vol. 8, Number 8, pp. 19-43. Tijdens zijn doctorale studies doceerde hij voor drie jaar aan de dans-afdeling van de Eastern Michigan University te Ypsilanti (Michigan) en richtte een eigen bedrijf jingle production company in de regio Ann Arbor/Detroit (Michigan) op.
Naast andere onderscheidingen was hij in 1987 winner van de Prix de Rome en een 1e prijs in de Dartmouth Competition voor nieuwe koraal muziek. Hij kreeg studiebeurzen van de National Endowment for the Arts en de American Academy and Institute of Arts. Verder werd hij opgenomen in de Mississippi Musicians Hall of Fame.
Hij doceerde aan de Universiteit van Utah in Salt Lake City, aan de Universiteit van Michigan in Ann Arbor en werd vanaf 1988 docent aan de Universiteit van Louisville in Louisville (Kentucky), waar hij intussen professor en hoofd van de afdeling muziektheorie en compositie is. In de lente van 1999 was hij visiting-professor voor compositie aan de Indiana University in Bloomington (Indiana).
Als componist schreef hij voor verschillende genres.

## Composities

### Werken voor orkest
- 1978 Freedom's Ring, voor orkest
- 1987 Symphony nr. 1 – Light Descending, voor orkest
- 1988-1991 Ribbons, voor strijkorkest
- 1990 Short Stories, voor orkest
- 1991 Into the Light, voor orkest
- 1994 Enigma-Release uit "The Avatar", voor flügelhoorn (bugel) solo, strijkorkest en slagwerk
- 1994 Light Fantastic, voor orkest
- 1998 Pegasus, voor jeugdorkest
- 2000 Symphony nr. 2, voor orkest
  1. Fanfare Polka
  2. Clouds in Slow Water
  3. Radiant Edge
- 2000 Waiting for Daylight, voor sopraan solo en orkest - tekst: Anne Shelby

### Werken voor harmonieorkest
- 1998 Kick!, voor harmonieorkest
- 2000 Blaze, voor harmonieorkest
- 2000 Swing Low, Sweet Chariot, voor harmonieorkest
- 2002 Our American Heroes, voor harmonieorkest
- 2002 Tuba Nation, voor tuba solo en harmonieorkest
- 2003 Kinghts of the Round Table, voor harmonieorkest
- 2005 Enchanted Island, voor harmonieorkest
- 2004 Enter the Olympians, voor harmonieorkest (is identiek met Pegasus)
- 2005 Wayfaring Stranger, voor harmonieorkest
- 2007 Inspire, voor harmonieorkest
- 2007 Rocket, voor harmonieorkest

### Muziektheater

#### Opera's
| Voltooid in | titel         | aktes  | première | libretto                                                                    |
| ----------- | ------------- | ------ | -------- | --------------------------------------------------------------------------- |
| 1995        | The Mousewife | 1 akte |          | de componist en Joy Stephens naar het boek "The Mousewife" van Rumer Godden |

#### Balletten
| Voltooid in | titel             | aktes  | première                                                                          | libretto      | choreografie  |
| ----------- | ----------------- | ------ | --------------------------------------------------------------------------------- | ------------- | ------------- |
| 2008        | Between Stillness | 1 akte | 1 maart 2008, Louisville (Kentucky), Kentucky Center door het "Louisville Ballet" | Graham Lustig | Graham Lustig |

### Werken voor koren
- 1983 Dense Pack, voor gemengd koor - tekst: "The Star Spangled Banner" (eerste vers), Francis Scott Key
- 1992 Psalm 70, voor gemengd koor
- 1993 Psalm 23, voor gemengd koor

### Vocale muziek
- 1995 She'll Be Comin' 'Round, voor sopraan (of tenor) en piano - tekst: James Sherry
- 1998 Lines for Valentines, voor zangstem en piano - tekst: Anne Shelby
- 2002 The Purist, voor zangstem en gitaar (of piano) - tekst: Ogden Nash
- 2006 Identity Singing, voor sopraan, klarinet en piano - tekst: Robert Creeley

### Kamermuziek
- 1975 Wiggly Lines, voor klarinet en fagot
- 1976 Ju Jubes, voor dwarsfluit en piano
- 1981 Quicksilver, voor koperkwintet
- 1984 For Igor, voor viool en piano
- 1984 Flash Point, voor blazerskwartet (dwarsfluit, hobo, klarinet en fagot)
- 1991 The Avatar, voor trompet (ook piccolo-trompet en flügelhoorn) en piano
- 1992 Sonata, voor viool en piano
- 1993 "‘Bone To Be Wild", voor trombone en piano
- 1994 A Flying Leap!, voor trompet ensemble (zeven spelers)
- 1995 More Light, voor trompet en piano
- 1999 Polka King Fanfare, voor 4 hoorns, 3 trompetten, 3 trombones en pauken
- 2000 Shadow Rounds, voor 6 tot 8 trompetten
- 2000 King Tango, voor dwarsfluit en contrabas
- 2005 The Flying Boy, voor trombone en koperkwintet
- 2005 Sonata, voor cello en piano

### Werken voor orgel
- 1984 Crosswinds, voor orgel solo en twaalf instrumenten (3 dwarsfluiten (dubbel piccolo), 2 trompetten (dubbel piccolo-trompet), 2 hoorns, trombone, bastrombone, 3 slagwerkers)
- 1998 One Presence, voor orgel en piano

### Werken voor piano
- 1983 Piano Sonata
- 1995 Crop Circles
- 2006 Inconceivable Things, voor drie of meer piano's

## Publicaties
- Hexachords and Their Trichordal Generators: An Introduction, proefschrift, 1985.